# Michigani prehisztorikus bányák
A michigani prehisztorikus bányák az amerikai Michiganben, a Felső-tó környékén találhatók, a Royale-szigeten (Isle Royale) és a Keweenaw-félszigeten. Az itteni rézbányászat kezdetét Kr. e. 7000 és Kr. e. 4000 közé teszik.
Első ízben S. 0. Knapp bukkant ősi bányaaknára 1848-ban, aki a Minnesota Bányatársulat (Minnesota Mining Company) ügynöke volt. A társulat földjén átutazva hosszú egyenes süppedést vett észre a talajon, melyet először az egyik ér szétmállásának vélt. A süppedés üregben végződött, ahol mesterséges ásatások nyomait találta. Amikor kiszórta az összegyűlt hulladékot, jó néhány kőkalapácsra bukkant, a gödör mélyén pedig ércérre, amelynek kiaknázását az ősi bányászok még nyilván nem fejezték be.
Knapp másik bányát is talált az Ontonagon folyótól 4 km-re - a michigani rézövezet mai központjánál. Ez az akna sziklabarlangban volt. Az akna, mely valamikor 8 méter mélyre nyúlt, agyaggal és a növényzet kusza hálózatával volt tele, ami igen-igen régi bányára mutat. Hat méter mélyen Knapp hat tonnás kitermelt réztömböt talált. Ezt a tömböt fákkal és ékekkel kb. másfél méter magasra emelték attól a helytől, ahonnét levágták. Az emeléshez 15-20 centiméter átmérőjű fákat használtak. A tömb végén pedig vágószerszámok nyomai látszottak. A réztömeget magát simára kalapálták, a kiálló részeket pedig letörték róla, hogy könnyebben lehessen elszállítani. Az aknában ott hevert még néhány réztömb is, azonkívül faszén, a tűz más nyomai és egy 16 kg-os kalapács.
A Royale-szigeten , a Felső-tó északi partjához közel is számos bányát találtak. Némelyik akna közel 20 méter mély. Amikor megnyitották a sziget egyik bányáját, a kutatók látták, hogy először 3 méter vastag sziklába vésték az aknát mielőtt elérték az alatta levő kb. 40 cm vastag réz eret. Nyilvánvaló, hogy a bányászok nagyon is értelmes emberek voltak. Tudták, hogy hol kell keresni az ereket és jártasak voltak a bányamérnökségben. A föld alatt folyosókkal kötötték össze az aknákat és vályúkat vágtak a sziklába, hogy elvezessék a vizet. Az egyik helyen a Royale-szigeten az ősi ásatások több mint három km hosszúak; mégpedig csaknem egyenes vonalban.
A bányák eredetéről az indiánoknak semmi fogalmuk sem volt. A jelek szerint a prehisztorikus időkben sok ezer tonna rezet termeltek ki és szállítottak el innét. Egyes feltételezések szerint több mint 600 ezer tonnát.  Számos réztárgyat (késeket, karkötőt, horgonyokat, szigonyokat, lándzsahegyeket) is találtak a régióban.

## Külső hivatkozások
- „John Dennison Baldwin: Ancient America in Notes on American Archaeology” (Hozzáférés: 2015. március 12.)
- „Copper: a world trade in 3000 BC?” (Hozzáférés: 2015. március 12.)
- „Isle Royale Geology and History”. [2020. április 28-i dátummal az eredetiből archiválva] (Hozzáférés: 2015. március 12.)